# Lókakséma
Lókakséma (kínai: 支婁迦讖, pinjin: Cse-lo-csia-csen (Zhiloujiachen), vagy röviden 支讖 Cse Csen (Zhi Chen)) buddhista szerzetes, aki a legkorábban fordított le mahájána szútrákat kínai nyelvre. Az i.sz. 147. közül született, utazásairól is nevezetes tudós a kínai buddhizmus egyik fontos alakja. A szanszkrit „lókakséma” elnevezés jelentése a „világ jólléte”. Összesen tizenegy szútrafordítás maradt fenn Lókaksémától.

## Eredete
Lókakséma a kusán jüe-csi nemzetségéből származott, Gandhárából. (Lásd Gréko-buddhizmus.) Nemzetségéről árulkodik a felvett kínai nevének előtagja, a Csi (kínai: 支), amely a jüe-csi (kínai: 月支) rövidítése. Az anyanyelve feltehetően a baktriai volt, a kusánok hivatalos nyelve, amely a mai afgán nyelv rokona, vagy más indoeurópai nyelveké, mint a tokhár, a perzsa vagy a görög nyelv.
Lókakséma Gandhárában született, amely a gréko-buddhista művészet egyik hatalmas központjának számított, ugyanis a kusanok uralkodója, Kaniska, a negyedik buddhista tanácskozás során felvette a buddhizmust és e vallás támogatójává és pártolójává vált. A tanácskozás következtében formálisan szétvált a nikája és a mahájána buddhizmus.
Lókakséma 150 körül látogatott el először a Han-dinasztia fővárosába, ahol 178 és 189 között dolgozott. Az ő személyének tulajdonítják Kínában a legkorábbi fontos mahájána szövegek fordításait, köztük a Pradzsnyápáramitá szútrát (Az ösvény gyakorlata – 道行般若經), a Pratjutpanna Szamádhi-szútrát (般舟三昧經), az Adzsátasatru Kaukrtja Vinodana-szútrát (阿闍世王經, Taisho XV 627 iii 424a22-425a25), a Súrangama Szamádhi-szútrát (首楞嚴經), a Végtelen élet szútrát (無量淸淨平等覺經) és a Maháratnakuta-szútrát (寶積經).

## Tevékenysége Kínában
Lókakséma fordításai közé tartozik a Pratjutpanna Szamádhi-szútra, amelyben legelőször kerül említésre Amitábha Buddha neve és az ő Tiszta Földje, amelyre később a kínai a Tiszta Föld buddhizmus épült. Szintén neki tulajdonítják a mahájána buddhizmus egyik alapvető fontosságú szövegének, a Pradzsnyápáramitá szútrának a fordítását.